# Джо Сон
Джо Сон (кор. 손 형민; имя при рождении Джо́зеф Хёмин Сон; р. 22 ноября 1970) — южнокорейский боец смешанных боевых искусств, спортивный менеджер, актёр и преступник. В настоящее время отбывает пожизненный срок без права на досрочное освобождение за многочисленные изнасилования, пытки и (уже в тюрьме) убийство сокамерника.

## Биография и карьера
Родился в Южной Корее. В раннем возрасте переехал в Калифорнию. Был бойцом смешанных единоборств, но покинул этот вид спорта с четырьмя поражениями. В течение некоторого времени был также профессиональным рестлером в Японии. На UFC 3 был менеджером бойца MMA Кимо Леопольдо, на UFC 4 выступал сам.
Как актёр более всего известен своей ролью в фильме 1997 года «Остин Пауэрс: Международный человек-загадка» Рэндома Таска, пародии на персонажа фильмов о Джеймсе Бонде Одджоба. Сон также снимался в ряде других фильмов, в том числе в фильме «Кровавый кулак 5: Живая мишень», в «Сильнейшем ударе 2» (с Боло Йенгом) и в роли главного злодея в фильме с Лоренцо Ламасом «Гадюка».

## Преступления
16 мая 2008 года Сон признал себя виновным в уголовном преступлении, вандализме, и был приговорён к 60-дневному тюремному заключению и последующему испытательному сроку. 18 августа 2008 года он был помещён в тюрьму и получил дополнительные 90 дней заключения за то, что нарушил условия испытательного срока и не предоставил Управлению по условному освобождению (Department of Probation) информацию о месте пребывания. В качестве условия его соглашения о признании вины Сон был обязан предоставить свой образец ДНК, что он и сделал. В начале октября 2008 году было установлено, что его образец ДНК связан с групповым изнасилованием, произошедшим в сочельник 1990 года. 7 октября 2008 года Сон, уже находившийся под стражей за нарушение условий испытательного срока в исправительном объекте Тео Лейси, был арестован.
В октябре 2008 года Сон был обвинён властями Калифорнии в соучастии в групповом изнасиловании. Первоначально он был обвинён в округе Ориндж, Калифорния, по пяти фактам изнасилования, двум фактам насильственного мужеложства, двум фактам принудительной содомии, семи фактам насильственного орального соития и одному факту насильственного сексуального проникновения в другого человека. Наказание могло составить 275 лет или пожизненное заключение.
Как было установлено следствием, Сон и его сообщник пытали и неоднократно насиловали жертву, прежде чем отпустить её с завязанными её же брюками глазами. В ходе судебного разбирательства женщина вспомнила слова, которые в тот день сказал ей Сон: «Это Рождество. Это ваш счастливый день».
Перед началом отбора присяжных для суда над ним в начале августа 2011 года первоначальные обвинения против Сона были сняты в связи с истечением срока исковой давности, но он был обвинён в заговоре с целью совершения пыток и убийства — преступлений, которые не имеют срока давности. В конце августа Сон был признан виновным как минимум одном применении пыток.
В ходе судебного разбирательства офис окружного прокурора округа Ориндж утверждал, что Сон и его сообщник, Сантьяго Лопез Гайтана, избивали женщину пистолетом, при этом неоднократно угрожали ей убийством и насиловали, а затем отпустили. 40-летний Сантьяго Гайтан признал себя виновным в изнасиловании, похищении людей и других преступлениях.

### Приговор
В январе 2011 года Сантьяго Лопез Гайтана был приговорён к 17 годам и четырём месяцам тюремного заключения. 19 сентября 2011 года Сон был приговорён к пожизненному заключению с возможностью досрочного освобождения.

### Убийство сокамерника
В октябре 2011 года Сон был обвинён в убийстве сокамерника, Чарльза Грэхэма, осуждённого за сексуальное преступление.; ему было предъявлено обвинение в убийстве первой степени. Убийство произошло 10 октября 2011 года, на входе во двор B, строение 5 тюрьмы штата Wasco. В 17.25 Сон нанёс Грэхему удары, от которых тот умер спустя 25 минут.

### Второй приговор
После убийства Сона подвергли одиночному заключению. 13 сентября 2013 года ему было предъявлено официальное обвинение в убийстве Грэхэма. Первоначально он не признавал свою вину, но суд признал его виновным. В результате его наказание изменилось на пожизненное заключение без права на досрочное освобождение. Было объявлено, что суд над Соном начнётся в марте 2016 года. В 2017 году Сон предстал перед судом, был признан виновным в умышленном убийстве и приговорён к ещё одному 27-летнему заключению.
В настоящее время Джо Сон пребывает в тюрьме штата Калифорния Хай-Дезерт, под номером AI7266, по-прежнему отбывая пожизненное заключение.
| Боёв 4   | Побед 0 | Поражений 4 |
| -------- | ------- | ----------- |
| Нокаутом | 0       | 1           |
| Сдачей   | 0       | 3           |

| Результат | Рекорд | Соперник       | Способ               | Турнир               | Дата            | Раунд | Время | Место                 | Примечание |
| --------- | ------ | -------------- | -------------------- | -------------------- | --------------- | ----- | ----- | --------------------- | ---------- |
| Поражение | 0–4    | Юкей Накадзима | TKO (травма плеча)   | Pride The Best Vol.2 | 20 июля 2002    | 1     | 0:54  | Токио, Япония         |            |
| Поражение | 0–3    | Джо Морейра    | Сдача                | Xtreme Pankration 2  | 12 апреля 2002  | 1     | н/д   | Лос-Анджелес, США     |            |
| Поражение | 0–2    | Юсуке Имамура  | Сдача (травма локтя) | Pride The Best Vol.1 | 22 февраля 2002 | 1     | 0:33  | Токио, Япония         |            |
| Поражение | 0–1    | Кейт Хэки      | Сдача (удары в пах)  | UFC 4                | 16 декабря 1994 | 1     | 2:44  | Талса (Оклахома), США |            |